# Walentina Karpenko
Walentina Karpenko ukr.: Валентина Карпенко (ur. 9 grudnia 1972 w Mikołajowie) – ukraińska kolarka szosowa. Reprezentowała swój kraj na Letnich Igrzyskach Olimpijskich w 2000 i 2004 roku. Brała też udział w mistrzostwach świata w 1995, 1999 i 2004.